# Volgograd Arena
Volgograd Arena (rus: «Волгоград Арена»:) és un estadi de futbol de Volgograd, Rússia. L'estadi és una de les seus per la Copa del Món de Futbol de 2018. El recinte va començar a construir-se en 2014 en el lloc en el qual s'erigia l'antic Estadi Central en el qual jugava els seus partits com a local el FK Rotor Volgograd, qui farà servir el nou estadi com a seu. Té una capacitat de 45.568 espectadors.

## Esdeveniments

### Partits de la Copa del Món de Futbol de 2018
Aquest estadi és una de les seus de la Copa del Món de Futbol de 2018.

#### Fase de grups
| Tunísia        | 1–2     | Anglaterra      |
| -------------- | ------- | --------------- |
| Sassi 35' (p.) | Informe | Kane 11', 90+1' |

| Nigèria       | 2–0     | Islàndia |
| ------------- | ------- | -------- |
| Musa 49', 75' | Informe |          |

| Aràbia Saudita                  | 2–1     | Egipte    |
| ------------------------------- | ------- | --------- |
| Salman 45+6' (p.) · Salem 90+5' | Informe | Salah 22' |

| Japó | 0–1     | Polònia      |
| ---- | ------- | ------------ |
|      | Informe | Bednarek 59' |